# Scholze (Klavierbauer)

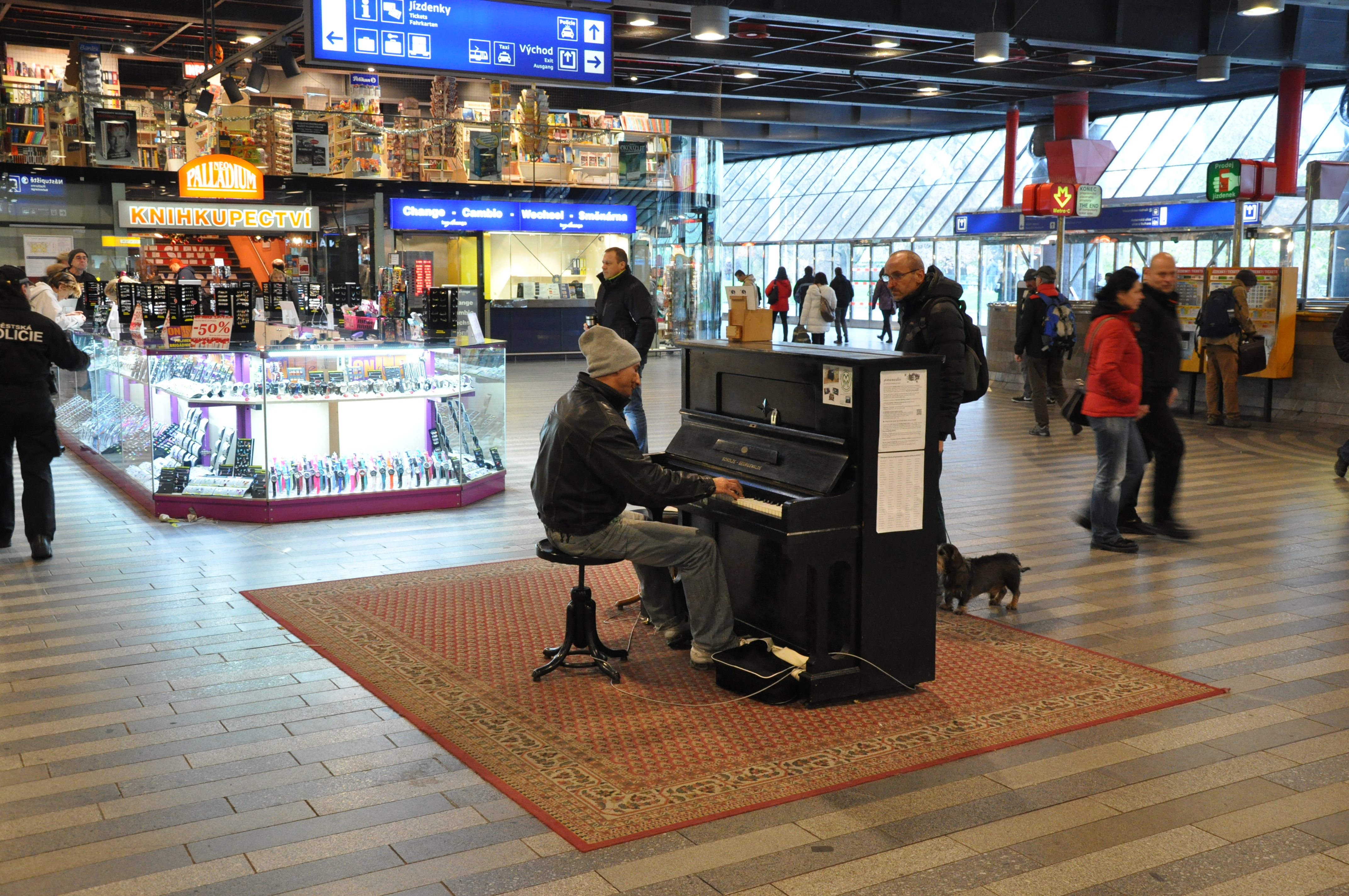
Ein Klavier von Scholze (Georgswalde) als öffentliches Klavier in Prag (2013)

Scholze war der Name einer Klavierbauerfamilie und der Markenname ihrer Instrumente.

## Geschichte
Franz Scholze (* 1853) war ein Musikinstrumentenhersteller, der sich eher zufällig auf Klaviere spezialisierte: Er baute erfolgreich einen Wiener Flügel um, sammelte Erfahrungen in Deutschland und gründete schließlich, 1876, die erste Klavierfabrik in der Gegend Schluckenaus, des heutigen Šluknov. 1891 zog er mit seinem Unternehmen nach Warnsdorf (heute: Varnsdorf).  
In Georgswalde, dem heutigen Jiříkov, und seiner Umgebung waren einst mehrere Klavierhersteller ansässig, darunter August Förster, dessen Stammbetrieb sich noch in Löbau befindet, der Tastaturfabrikant Hermann Stamnitz und Josef Protze, dessen Betrieb 1914 von Scholze übernommen wurde. So schuf dieser sich und seinen vier Söhnen ein zweites Standbein.
Die Firma trug ab 1914 den Namen Scholze & Co. und wurde später, nachdem sich Franz Scholze in den Ruhestand zurückgezogen hatte, in Scholze's Söhne umbenannt.
Als diese Söhne 1918 den väterlichen Betrieb übernahmen, blieben die beiden jüngeren, Rudolf und Emil Scholze, mit ihrem Geschäftspartner Hermann Swoboda in Warnsdorf, während die beiden älteren Söhne Adolf und Franz in Georgswalde produzierten. Baulich waren die Instrumente, die in den beiden Betrieben hergestellt wurden, kaum voneinander zu unterscheiden. Die Klaviere aus Warnsdorf trugen aber auf ihrem Rahmen die Buchstaben SSW als Abkürzung für „Scholzes Söhne Warnsdorf“, wohingegen die Klaviere aus Georgswalde durch die beiden ineinander verschlungenen Buchstaben S und G auf dem Rahmen gekennzeichnet waren. Außerdem wurde bei einem Teil der Instrumente der Produktionsort auch auf dem Klavierdeckel angegeben.
Die beiden Betriebe waren zunächst erfolgreich. In Georgswalde wurde eine Immobilie hinzugekauft, in der die Scholze-Klaviere präsentiert und verkauft wurden. Doch während der Weltwirtschaftskrise geriet der Betrieb in Georgswalde in Schwierigkeiten, wurde 1935 liquidiert und anschließend vom Stammbetrieb in Warnsdorf aufgekauft. 
1937 starb Franz, 1944 Rudolf Scholze. Emil Scholze senior übernahm nach Rudolf Scholzes Tod die Geschäftsleitung zusammen mit seinem gleichnamigen Sohn, Hermann Swoboda und Elfriede Stropp. Adolf Scholze wechselte von Georgswalde nach Warnsdorf und arbeitete dort als Konstrukteur weiter. 
Nach dem Ende des Zweiten Weltkriegs kam der Betrieb zunächst in die Hände einer Übergangsverwaltung und wurde dann in die staatliche Fabrik für Pianos und Orgeln eingegliedert. Obwohl die Produktion von Scholze-Klavieren in Warnsdorf bald eingestellt wurde, lebte der Name der Marke noch weiter: Angebliche Scholze-Klaviere wurden nun an verschiedenen Orten von tschechischen Betrieben gebaut. 1958 wurden sämtliche Instrumentenbauer in einem Unternehmen mit der Bezeichnung „Tschechoslowakische Musikinstrumente“ zusammengefasst. Als mit dem Jahr 1991 die Privatisierung möglich wurde, kaufte die Firma Petrof diverse Marken aus diesem Konglomerat als Warenzeichen auf. Klaviere der Marken Scholze, Rösler, Weinbach und Fibich werden mittlerweile als Lizenzbauten von Petrof in China hergestellt; die Scholze-Klaviere werden allerdings in Hradec Králové entworfen.
Die Grabstätte der Familie Scholze im heutigen Varnsdorf war im Jahr 2020 noch auf dem dortigen Friedhof auffindbar, ebenso die einstige Fabrikhalle der Firma. Karl Stein aus Děčín, dem ehemaligen Tetschen, der einst Kontakt zu Emil Scholze hatte, bewahrte noch einige Bilder und Erinnerungsstücke aus der Zeit auf, in der Scholze noch ein familiengeführter Betrieb gewesen war. Seiner Aussage nach war Emil Scholze schließlich in die Bundesrepublik Deutschland gezogen. Der Prager Klavierstimmer Jakub Zahradník startete im Jahr 2022 einen Aufruf, um Mitglieder der Unternehmerfamilie ausfindig zu machen und das verwahrloste Grab der Scholzes restaurieren zu lassen.